# John R. Neill
Pour les articles homonymes, voir John et Neill.
John Rea Neill, né le 27 novembre 1877 et mort le 13 septembre 1943, est un illustrateur de livres pour enfants, principalement connu pour avoir illustré une quarantaine d'histoires portant sur le pays d'Oz, notamment des romans de L. Frank Baum, les romans de Ruth Plumly Thompson et ses trois romans. Il a aussi fortement participé à l'illustration de journaux.

## Biographie
Né à Philadelphie en Pennsylvanie, John R. Neill réalisa sa première illustration pour le journal de Philadelphia's Central High School durant l'année scolaire 1894-95. Il s'orienta alors vers l'art publicitaire pour le magasin Wanamaker's à Philadelphie. Il fut employé en tant qu'artiste au journal Philadelphia North American newspaper et produisit des images comme Life Among the Macaronis, The Fate of a Crown (basé sur un roman de L. Frank Baum), Children's Stories That Never Grow Old et la page du dimanche The Little Journeys of Nip and Tuck. 
Il fut appelé à illustrer The Marvelous Land of Oz, le deuxième tome de L. Frank Baum, publié en 1904 ; W. W. Denslow avait illustré le premier livre, Le Magicien d'Oz, mais Baum s'était fâché avec lui. Ses premières illustrations sur le pays d'Oz se placèrent dans la continuité des illustrations de son prédécesseur, Denslow, afin de préserver la familiarité des lecteurs avec les personnages. Bien que les illustrations de Denslow restèrent populaires, au fur et à mesure que les livres successifs parurent, Neill apporta son talent unique à travers des illustrations plus artistiques et les magnifiques peintures de nombreuses scènes. Il fut nommé le peintre royal d'Oz (Royal Painter of Oz).
Dans les illustrations de Denslow, Dorothy Gale apparaissait comme une fille de cinq ou six ans, avec des longs cheveux bruns coiffés en deux tresses. En 1907, Neill représenta différemment Dorothy : une fille d'environ 10 ans, avec des cheveux blonds, coiffée en bob, habillée à la mode américaine (de l'époque). De même, il actualisa l'apparence des autres personnages féminins.
Neill continua d'illustrer les romans d'Oz après la mort de Baum, et son travail fut encourager pour aider Thompson à obtenir une légitimité aux yeux des fans de Baum. Il écrit lui-même trois romans sur le pays d'Oz, à la demande de Reilly & Lee, parus de 1940 à 1942 : The Wonder City of Oz, The Scalawagons of Oz, et Lucky Bucky in Oz. Bien qu'il ait complété une partie de The Runaway in Oz, il ne l'a pas illustré ni édité.